# Jo Ki-sung
Jo Ki-sung (hangul= 조기성) es un actor surcoreano.

## Carrera
Es miembro de la agencia C-JeS Entertainment (씨제스엔터테인먼트).
El 9 de octubre de 2017 se unió al elenco principal de la serie web The Blue Sea donde interpretó a Jung Cha-ki, un misterioso joven que perdió la memoria, hasta el final de la serie el 13 de octubre del mismo año.
En octubre de 2019 se unió al elenco recurrente de la serie web FAILing In Love donde dio vida al estudiante Kim Ge-on.

## Filmografía

### Series de televisión
| Año         | Título                                       | Personaje                  | Notas                      |
| ----------- | -------------------------------------------- | -------------------------- | -------------------------- |
| 2020 - 2021 | Can You Deliver Time? (시간도 배달이 되나요) | -                          | 8 episodios - (serie-web)  |
| 2019        | FAILing In Love                              | Kim Ge-on                  | (serie-web)                |
| 2018        | Mood Maker (무드메이커)                      | Él mismo                   | 4 episodios - (serie-web)  |
| 2018        | Something Between Us, Comic Book Cafe        | Jo Ki-sung                 | 6 episodios - (serie-web)  |
| 2018        | Life on Mars                                 | Oficial de la Policía      |                            |
| 2017        | The Blue Sea                                 | Jung Cha-ki                | 5 episodios - (serie-web)  |
| 2017        | Secret Crushes: Special Edition              | Jo Ki-sung                 | 4 episodios - (serie-web)  |
| 2017        | Supernatural                                 | Empleado de Tiempo Parcial | (serie-web)                |
| 2017        | Secret Crushes: Season 3                     | Jo Ki-sung                 | 22 episodios - (serie-web) |
| 2016        | Secret Crushes: Season 2                     | Jo Ki-sung                 | 23 episodios - (serie-web) |
| 2016        | Secret Crushes: Season 1                     | Actor                      | (serie-web)                |

### Aparición en videos musicales
| Año  | Intérprete(s)                 | Canción                                      | Notas                  |
| ---- | ----------------------------- | -------------------------------------------- | ---------------------- |
| 2019 | Jang Hye-jin ft. Yoon Min-soo | "Drunk On Love" (술이 문제야)                | [ 5 ]                  |
| 2019 | Noel (노을)                   | "Late Night" (늦은 밤 너의 집 앞 골목길에서) | junto a Hong Seung-hee |
| 2016 | Jung In (정인)                | "UUU"                                        | [ 7 ]                  |